# 史葛·特納
埃里克·史葛·特纳（英語：Eric Scott Turner，1972年2月26日—）是美国一位共和黨政治家、商人、励志演说家和前职業美式足球球员，現任美國住房與城市發展部長。特纳曾担任白宫机会与振兴委员会的执行董事，並於2013年-2017年間担任德克萨斯州第33选区的州众议员。从政之前，特纳是一名美式足球角卫，曾在美国全国橄榄球联盟效力九个赛季。

## 早年生活
特納是第四代德州人，在達拉斯地區長大。小時候，他參加了皮斯迦山浸信會社區教堂，他的家人自1898年以來一直在那裡積極活動。特納10歲時，父母離婚。他曾告訴他母親他要去參加NFL。
特納曾就讀於皮爾斯高中，在那裡，他開始玩美式足球、參加田徑運動，並於1990年畢業。高中時，他在德州理查森市的一間餐廳當洗碗工。
随后他进入伊利诺伊大学厄巴纳-香槟分校並獲得了伊利諾大學的全額學術和體育獎學金，參加校内美式足球活動担任首发角卫并获得了演讲传播学学位。

## 教育和美式足球职業
特納于1995年宣布参加國家美式橄欖球聯盟，并在第七轮被华盛顿紅皮队选中。 1995年至2004年间，特纳曾效力于红皮队、圣地亚哥闪电队和丹佛野马队。他将成为名人堂成员拉戴尼安·汤姆林森之前最后一位身披21号球衣的闪电队球员。 

## 商業生涯
2007年至2023年，特納在內容管理軟體公司Systemware工作，擔任過首席靈感長等各種職務。
特納是社區參與與機會委員會（CEOC）的創始人兼主席，該組織致力於支持貧困兒童。 CEOC因翻新位於達拉斯市博頓的讀寫實驗室而受到讚譽。
2023年，特納被任命為JPI的首席遠見官，JPI是一家全國性的開發商、建築商和投資管理公司，專注於美國各地A級、可實現且價格合理的多戶型資產。
特納和他的妻子羅賓·特納（Robin Turner）共同擁有一家客製化男裝公司Statesman Clothiers。他擁有一家顧問公司，史葛·特納諮詢集團有限責任公司。自2020年起，他為NFL、Guidestone Financial、Avondale Dealerships和美國優先政策研究所提供諮詢。

## 政治生涯

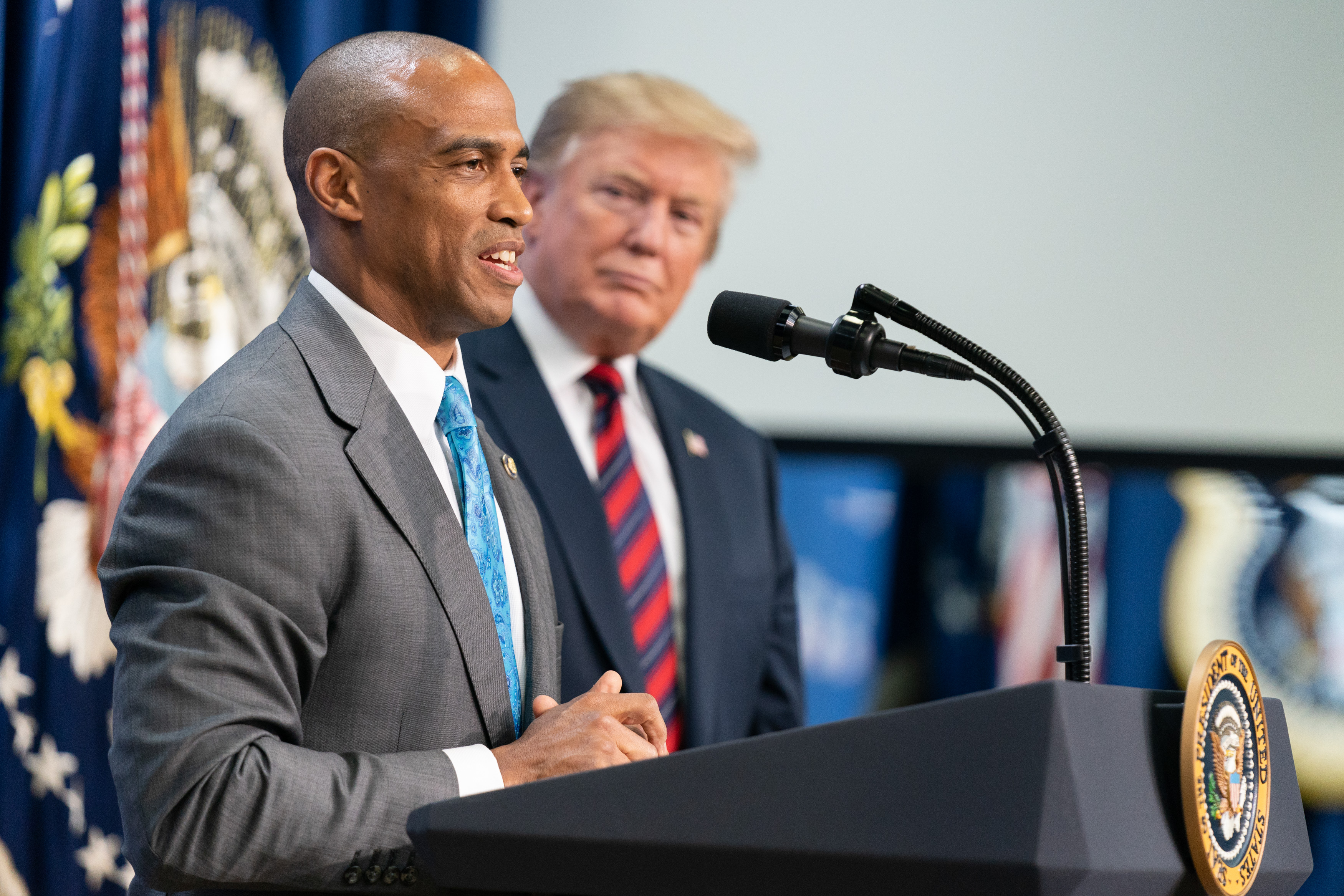
特纳与特朗普（右）一起出席白宫机会区会议。

在NFL休赛期，特纳曾担任国会议员邓肯·亨特的实习生。退出美式足球界后，他接受了国会议员办公室的全职工作。2006年他在該年特别选举中竞选加州第50国会选区的空缺席位，但輸了初选。在此之後特纳搬回了德克萨斯州的弗里斯科，继续他的励志演讲事業。
2012年，特纳宣布竞选新成立的德克萨斯州众议院第33选区议员。特纳赢得了共和党初选，并在11月6日的大选中击败了自由意志党候选人。他于2013年1月8日宣誓就职。
2019年，总统特朗普任命特纳为根据第13853号行政命令设立的白宫机遇与振兴委员会主任。

## 美國住房與城市發展部長
2024年11月22日，美國當選總統當勞·特朗普宣佈提名特納在第二次特朗普內閣中擔任美國住宅及城市發展部長。2025年2月5日，參議院以55–44票數確認特納擔任住宅及城市發展部長，他於同日宣誓後正式上任。

## 個人生活
特納的妻子是羅賓·特納，她出生於伊利諾州香檳市，是伊利諾大學的校友。他們撫養了他的侄子所羅門，所羅門曾在伊利諾大學踢美式足球，並於2024年畢業。
特納和他的家人都是普雷斯頓伍德浸信會的成員，他在那裡擔任助理牧師。2016年，他獲得了達拉斯浸信會大學的榮譽博士學位。